# Canton de La Plaine-des-Palmistes
Le canton de La Plaine-des-Palmistes est un ancien canton de l'île de La Réunion, département d'outre-mer français de l'océan Indien. Il correspondait exactement à la commune de La Plaine-des-Palmistes.

## Histoire
| Période | Période | Identité              | Étiquette    | Qualité |
| ------- | ------- | --------------------- | ------------ | --- |
| 1958    | 1970    | Gaston Crochet        | DVD          | Enseignant Maire de La Plaine-des-Palmistes (1953-1971)                                                                                          |
| 1970    | 1976    | Claude de Fondaumière | DVD          | |
| 1976    | 1988    | Marcel Boissier       | PS           | Fonctionnaire territorial Conseiller régional Maire de La Plaine-des-Palmistes (1971-1989)                                                       |
| 1988    | 2008    | Marco Luc Boyer       | RPR puis UMP | Retraité de l'enseignement Conseiller régional Maire de La Plaine-des-Palmistes (1989-2008) Suppléant du député Jean-Paul Virapoullé (1988-1993) |
| 2008    | 2015    | Patrick Erudel        | DVG puis DVD | |